# Michel Cardinaux
Michel Cardinaux, né le 8 mars 1962 à Lausanne, est un musicien, pianiste, compositeur, chef d'orchestre, écrivain et enseignant vaudois.

## Biographie
Michel Cardinaux commence le piano en 1972 dans la classe de Christine Sartoretti, à l'école sociale de musique et entre en 1974 au Conservatoire de Lausanne en section professionnelle dans la classe d'Achille Colassis. Il étudie également la direction d'orchestre auprès d'Andras Farkas, ainsi que la flûte traversière avec David Vuille, le violon avec Blaise Ulrich et la facture de piano avec Erich Rönitz.
Il enseigne le piano à Yverdon-les-Bains, tout en étant apiculteur depuis 1985 et collaborateur de la Revue suisse d'apiculture.
Passeur de savoirs, pédagogue passionné, mu par le désir de faire connaître la musique classique aux enfants, il fonde  en 2001 l'ensemble Yverdon-les-Bains Strings Orchestra, qui réunit une vingtaine de musiciens autour de programmes originaux et de concerts à vocation pédagogique. Il fonde[Quand ?] également et dirige l'association Rapsodia, « destinée à promouvoir la musique classique auprès de la jeunesse par le biais de spectacles et d'animations théâtrales, mais aussi par l'écriture d'ouvrages didactiques et la disposition de ces ouvrages auprès des bibliothèques et institutions scolaires ».

## Compositions et discographie
Michel Cardinaux a composé essentiellement pour son instrument, le piano, si l'on excepte une suite pour harpe celtique et orchestre à cordes (op. 6), sa Suite populaire russe pour cordes et son concerto pour piano et orchestre symphonique (op. 13). Parmi ses œuvres pour cet instrument, les quatre Insectarium (op. 9 à 12), un ensemble de vingt-quatre pièces au total, dont deux ont été enregistrés par Daniel Spiegelberg et la Sonate pour piano (op. 3).
Il enregistre plusieurs disques à la tête du Yverdon-les-Bains Strings Orchestra, faisant connaître sept œuvres méconnues, en création mondiale, parmi lesquelles le Recitativo pour piano et orchestre, l'une des premières œuvres du jeune Felix Mendelssohn, les Seitenstetten-Menuette de Joseph Haydn pour orchestre de chambre.
Son dernier enregistrement[Lequel ?] est élu[Quand ?] "coup de cœur" des disquaires de FNAC Suisse.
En duo avec la pianiste russe Marina Chapochnikova, il enregistre en 2008 un programme consacré à des œuvres méconnues d'Arensky, Balakirev, Tchaïkovsky et Rachmaninoff, qui sont insérées dans un livre-CD autour du conte russe Ivan et les abeilles.
En collaboration avec la Haute école de musique de Lausanne et l'ensemble Rapsodia, il enregistre[Quand ?] un programme d’œuvres pour cors et cordes comprenant, notamment, la Sinfonia di caccia de Leopold Mozart.

## Publications
(septembre 2024).
Essai
- Michel Cardinaux, Les hommes et l'abeille, Lausanne, L'Âge d'Homme, 1995

Contes
- Vol. 1 Super Presto et Moderato rencontrent Georg Philipp Telemann, Rapsodia, 2004.
- Vol. 2 Super Presto et Moderato rencontrent Guillaume de Machaut, Rapsodia, 2005.
- Vol. 3 Super Presto et Moderato rencontrent Claude Debussy, Rapsodia, 2006.
- Vol. 4 Super Presto et Moderato rencontrent Franz Liszt, Rapsodia, 2007.
- Vol. 5 Super Presto et Moderato rencontrent Joseph Haydn, Rapsodia, 2008.
- Vol. 6 Super Presto et Moderato rencontrent George Gershwin, Rapsodia, 2009.
- Vol. 7 Super Presto et Moderato rencontrent John Dowland, Rapsodia, 2010.
- Vol. 8 Super Presto et Moderato rencontrent Johann Strauss, Rapsodia, 2011.
- Vol. 9 Super Presto et Moderato rencontrent Ludwig van Beethoven, Rapsodia, 2013.
- Vol. 10 Super Presto et Moderato rencontrent Wolfgang Amadeus Mozart, Rapsodia, 2020.
- Vol. 11 Super Presto et Moderato rencontrent Antonio Vivaldi, Rapsodia, 2021.
- Ivan et les abeilles, conte russe, Rapsodia, 2008.
- Il Maestro Paganini, conte italien, Rapsodia, 2013.
- Quand les chats partaient en vacances, conte américain, Rapsodia, 2014.
- Les aventures de Mirochka, conte russe, Rapsodia, 2015.
- Deux Vaudois à Chicago, conte américain, Rapsodia, 2016.
- Le bracelet magique, conte anglais, Rapsodia, 2017.
- Le coucou et le violon, conte italien, Rapsodia, 2018.
- Sur nos monts, conte suisse, Rapsodia, 2019.
- Dans la forêt, conte suédois, Rapsodia, 2022.
- Le roi qui ne voulait pas être roi, Rapsodia, 2023.

Pédagogie
- Je compose (méthode pour piano en deux volumes), Paris, Combre, 1995.
- Yverdon-les-Bains String Orchestra, un orchestre classique à la rencontre des enfants, Rapsodia, 2004.

Musicographie
- Charles Bovy-Lysberg, Un compositeur genevois dans son siècle, Harmonia Helvetica, 2016.
- Vincent Adler, Un compositeur hongrois à Genève, Rapsodia Helvetica, 2017.
- Vincent Adler, Œuvres pour piano, Rapsodia Helvetica, 2018.
- Album musical genevois pour piano (1800-1860), Rapsodia Helvetica, 2021.
- Charles Bovy-Lysberg, Œuvres pour piano, Rapsodia Helvetica, 2022.

Œuvres musicales
- Opus 1. – 7 Morceaux pour piano, Rapsodia, 1997
- Opus 2. – Suite n°1 pour flûte traversière & orchestre à cordes, Rapsodia, 1997.
- Opus 3. – Sonate n°1 pour piano, Rapsodia, 1998.
- Opus 4. – Big Ben’s variations pour cloches & orchestre à cordes, Rapsodia, 1999.
- Opus 5. – Concerto pour violon & orchestre symphonique, manuscrit.
- Opus 6. – Suite pour harpe celtique & orchestre à cordes, Rapsodia, 2000.
- Opus 7. – 4 Préludes pour piano, Rapsodia, 2000.
- Opus 8. – 6 Morceaux pour piano, Rapsodia, 2003.
- Opus 9. – Insectarium pour piano, 1ère série, Rapsodia, 2002.
- Opus 10. – Insectarium pour piano, 2ème série, Rapsodia, 2003.
- Opus 11. – Insectarium pour piano, 3ème série, Rapsodia, 2008.
- Opus 12. – Insectarium pour piano, 4ème série, Rapsodia, 2009.
- Opus 13 a. – Concerto n°1 pour piano & orchestre à cordes, Rapsodia, 2005.
- Opus 13 b. – Concerto n°1 pour piano & orchestre symphonique, Rapsodia, 2012.
- Opus 14. – Feuillet d’album pour piano, Rapsodia, 2006.
- Opus 15. – Araignées pour piano, Rapsodia, 2009.
- Opus 16. – Oiseaux du Groenland pour piano, Rapsodia, 2023.
- Sans numéro d’opus
- Quatre pièces populaires anglaises pour orchestre à cordes, Rapsodia, 2002.
- Suite populaire russe pour orchestre à cordes, Rapsodia, 2003.
- Playford Suite pour orchestre à cordes / Newcastle, Rapsodia 2006.
- Gershwin (arr. M. Cardinaux) Someone to Watch Over Me for piano, Rapsodia, 2009.
- Les yeux noirs, valse pour orchestre à cordes, Rapsodia, 2014.
- Deux pièces Klezmer pour violon solo & orchestre à cordes, Rapsodia, 2015.

Discographie
- 2003 : Telemann, Tchaïkovski & Cardinaux. Denis Monighetti (violon), Yverdon-les-Bains String Orchestra (direction) Michel Cardinaux. CD Rapsodia.
- 2005 : Debussy, Rodrigo, Skalkottas, Farkas & Cardinaux. Christine Fleschmann (harpe), Yverdon-les-Bains String Orchestra (direction) Michel Cardinaux. CD Rapsodia.
- 2006 : Mendelssohn, Alkan, Liszt, Tchaïkovski & Cardinaux. Daniel Spiegelberg (piano), Yverdon-les-Bains String Orchestra (direction) Michel Cardinaux. CD Rapsodia.
- 2006 : Cardinaux, œuvres pour piano. Daniel Spiegelberg (piano) CD Rapsodia.
- 2011 : Weber, Telemann, L. et W. A. Mozart & K. Sturzenegger. Christophe Sturzenegger, Veselin Manchev, Stephane Mooser & Charles Pierron (cors), Ensemble à cordes Rapsodia (direction) Michel Cardinaux. CD Rapsodia.
- 2015 : Rimsky-Korsakov, Stamitz, Piazzolla, Lilienfeld & Cardinaux. Yasmina Spiegelberg (violon), Baptiste Chaillot (violon), Ensemble à cordes Rapsodia (direction) Michel Cardinaux. CD Rapsodia.
- 2018 : Adler, Daquin, Rubinstein, Bovy-Lysberg, Aufderhaide & Gershwin. Michel Cardinaux, piano. CD Rapsodia.
- 2020 : Bellini, Bovy-Lysberg, Chopin, Adler, Scriabine, Beethoven, Holst & Amarante. Michel Cardinaux, piano. Orchestre de la Haute École de Musique de Lausanne & Ensemble à cordes Rapsodia (direction) Michel Cardinaux. CD Rapsodia.
- 2022 : Nature. Patricia Pagny and her Piano Class at Bern University of Arts. Cardinaux, Cowell, Daquin, Debussy, Fauré, Liszt, Mendelssohn, Migot, Scriabine, Schultheiss, Schumann et Werner. CD Tasti’Era Projects.
- 2023 : Nordiska Projekt. Svendsen, Lumbye, Söderlundh, Cardinaux, Leifs, Jóhansson, Backer-Grøndahl, Andrée, Åkerberg, Petre, Sibelius, Palmgren ainsi que divers arrangements de musiques traditionnelles. Michel Cardinaux, piano. Ensemble à cordes Rapsodia (direction) Michel Cardinaux. CD Rapsodia.

Vidéo
- 2019 : Les jeudis de l’orchestre. Ensemble à cordes Rapsodia (direction) Michel Cardinaux. DVD Rapsodia.

## Sources
- « Michel Cardinaux », sur la base de données des personnalités vaudoises sur la plateforme « Patrinum » de la Bibliothèque cantonale et universitaire de Lausanne.
- Cardinaux, Michel, Les hommes et l'abeille, essai, Lausanne, L'Âge d'Homme, 1995
- Matthey, Jean-Louis, éd. La Musique et les Vaudois, Lausanne, Bibliothèque cantonale et universitaire, 2006, p. 87
- J. Pi. "Quand la musique classique veut séduire toutes les oreilles", 24 Heures, 2005/07/14, p. 22
- Gilliard, Rémy, "Michel Cardinaux met du miel sur ses portées", La Broye, 2013/01/10, p. 14
- Aebli, Anne-Isabelle, "Conter la musique aux enfants", 24 Heures, 2009/02/23, p. 38
- Gilliard, Rémy, "Beethoven n'a plus de secret pour les écoliers", La Broye, 2012/12/06, p. 22
- Senff, "L'insectarium de Michel Cardinaux", 24 Heures, 2006/06/02, p. 13.